# Amago Okihisa
Amago Okihisa est un nom japonais traditionnel ; le nom de famille (ou le nom d'école), Amago, précède donc le prénom (ou le nom d'artiste).
Amago Okihisa (尼子 興久, 1497-1534) est le troisième fils de Tsunehisa. Son nom d'enfance est « Hikoshirō » (彦四郎). Il s'appelle lui-même En'ya Okihisa (塩冶 興久) pour le domaine qu'il dirige.
Il reçoit Enya à l'est de la province d'Izumo et utilise le mont Yōgai (要害山) pour château. Comme son frère aîné Kunihisa, il est habile à la guerre. Insatisfait de la taille de son domaine, il demande 700 autres kan[Quoi ?], en plus des 3 000 kan[Quoi ?] qu'il possède déjà. Il soulève une révolte contre son père Tsunehisa en 1532 car il suspecte que Kamei Hidetsuna, le conseiller en chef de Tsunehisa, est en train de comploter contre lui. Le clan Amago se divise en deux et Kamei Toshitsuna, frère cadet de Hidetsuna, meurt en combattant pour Okihisa. Il est chassé d'Enya et s'échappe. En 1534, il commet le seppuku lorsqu'il se rend compte qu'il ne sera jamais en mesure de revenir au clan.

## Source de la traduction
- (en) Cet article est partiellement ou en totalité issu de l’article de Wikipédia en anglais intitulé « Amago Okihisa » (voir la liste des auteurs).